# دق سرخ
کویر دَقِ سرخ در اردستان استان اصفهان قرار دارد. دق سرخ از سمت غرب به رشته کوه سیاه کوه محصور است. تپه شنی آشیانه عقاب و تل شیطان در این کویر قرار دارند.موقعیت جغرافیایی آن E5234 تا E5302 شرقی و N3329 تا N3339 شمالی است. دو عارضه طبیعی مهم یکی رشته سیاه‌کوه از غرب و دیگری حاشیه کویر دق‌سرخ از شرق منطقه را محدود کرده‌است. وسعت منطقه حدود ۶۳۹ کیلومتر مربع است. حدود تقریبی عرضی ۲۳ کیلومتر و طولی‌آن ۲۷٫۵ کیلومتر است. مرتفع‌ترین نقطه ۲۰۸۵ متر (سیاه‌کوه) و پست‌ترین آن ۹۲۲ متر (حاشیه کویر دق‌سرخ) است.
یک لایه نمک با ضخامت متغیّر که از آب اشباع است در سطح آن قرار دارد و به دلیل‌آبدار بودن فاقد هر نوع شکل چشمگیری است. در حالی که حاشیه این کویرکاملاً تحتِ تأثیر میزان رطوبت و آبداری کویر و فرسایش ناشی از اثر باد است. به همین‌دلیل به هنگام کاهش میزان سطح ایستابی کویر، حاشیه کویر تا حدودی رطوبت خود را ازدست می‌دهد، لذا هم بلورهای نمکی به دلیل اینکه نمکهای رس فرصت نیافته‌اند به سطح کشیده شوند، تشکیل می‌شود و هم به شکل زمین شخم‌زده یا گُل‌کلمی تبدیل‌می‌گردند. آن بخش از حاشیه کویر که در مجاورت با تپه‌های ماسه‌ای است تا حدودی به‌هنگام جریان‌های آشفته بادی یا گردبادی تأثیر می‌پذیرند و از یک لایه ماسه‌ای با ضخامت‌فوق‌العاده کم پوشیده می‌شوند و به هنگام مرطوب شدن حاشیه کویر و در صورتی که ماسه‌بر جایی مانده باشد، با رس و نمک آغشته شده، رسوب می‌کند و از آن پس ماسه بادی‌که ریخت‌شناسی ناشی از کندوکاو بادی و فرسایش جانبی را داشته، تحت تأثیر تخریب‌شیمیایی قرار می‌گیرد. هر چند این عمل تا حدودی شیب حاشیه کویر را به سمت داخل‌کویر به‌طور محسوسی افزایش می‌دهد، اما در کوتاه مدت و تا خشک شدن مجدد حاشیه‌کویر به دلیل کاهش سطح ایستابی کویر، امکان سایش نمک‌های سطح زمین شخم‌زده (کلمی) و حتی سایش بخش بسیار فوقانی آن بر اثر انرژی حاصل از باد وجود دارد.
علاوه بر زمین‌های کلمی‌شکل، چندضلعی‌های نمکی حاشیه کویر شکل دیگری‌است که چشم‌انداز دارد و گاهی ارتفاع آن تا ۱۵ سانتی‌متر می‌رسد. این چندضلعی‌هاسه نوع است: اول ـ کاسه‌ای (به‌نحوی که دیواره‌ها از اطراف بالاتر از شعاع مرکزیفضای چند ضلعی قرار می‌گیرد)؛ دوم‌ـ چند ضلعی گنبدی‌شکل (به نحوی که شعاع‌مرکزی فضای چند ضلعی بالاتر از دیواره آن قرار می‌گیرد). نوع کاسه‌ای احتمالاً به دلیل‌بالا آمدن رطوبت به طریق مویینه و بدون فشار جانبی است، در صورتی که نوع گنبدی به‌دلیل فشار جانبی است. نوع سوم که چشم‌انداز دارد، چندضلعی‌های دروازه‌ای است‌به‌نحوی که هر طرف (بجز یک طرف که احتمالاً سمت پشت به آفتاب است) به علت‌فشار جانبی وارده بالا می‌آید و آن طرفی که پایین قرار می‌گیرد، امکان دیدن داخل چندضلعی را فراهم می‌کند.
طبیعی است که چنین اشکالی تحت تأثیر شرایط خشک یا مرطوب فصلی تغییرشکل می‌دهند. به‌نحوی که میزان و تراکم و تنوع هر یک در زمان فصل خشک (تابستان) افزوده می‌شود و فصل زمستان و بهار که نم نسبی هوا بیشتر و سطح ایستابی بالاتر است‌کاهش و حتی از بین می‌روند. رس واقع در زیر چندضلعی‌های نمکی یا لایه نمکی‌فوق‌العاده چسبنده است، به نحوی که حتی آبراهه‌های جریانی ناچیز سطحی قبل از اینکه‌لایه رسی را شیاردار کرده باشد، لایه نمکی را مشبک کرده‌است. دیواره چنین آبراهه‌هایی‌از نمک‌های تغییر رنگ یافته به دلیل توأم بودن با رسوبات بادی و مارنی تشکیل شده‌است. کف آبراهه نیز انباشته از رسوبات نمکی توأم با رس و مارن است. هیچ‌گونه اشکالی که‌ناشی از تداوم جریان آب سطحی و انتقال رسوب بالادست حاشیه کویر باشد (سطوح‌آبرفتی)، در حاشیه کویر دیده نمی‌شود. در محدوده میانی کویر به دلیل نمک فوق‌العاده‌زیادی که دارد، حتی گیاهان نمک‌دوست نیز به چشم نمی‌خورند.
به‌طور کلی برخان‌ها و تپه‌های ماسه‌ای مهم‌ترین اشکال ماسه‌ای این منطقه راتشکیل می‌دهند و به‌صورت آشکاری جهت حرکت باد غالب را نشان می‌دهند. تپه‌های‌ماسه‌ای اغلب ساکن و تثبیت شده به نظر می‌رسند و اغلب با امتداد شمالی‌ـ جنوبیبه‌صورت عرضی شکل گرفته‌اند و خط‌الرأس ظریف و نازکی بر امتداد و بر قله آن‌ها دیده‌می‌شود که اغلب با امتداد غیر مستقیم، یعنی قوس‌دار و کج شده هستند. کلاً فضایماسه‌ای منطقه از قسمت جنوب خود تحت تأثیر آبراهه‌های جریانی فصلی و اتفاقی‌بالادست و از طرف شمال خود در تعارض و تضاد با فرایندهای مؤثر بر حاشیه کویراست. به عبارتی آبراهه‌های جریانی و امتداد کویری در هدایت طولی این سطوح‌ماسه‌ای نقش دارند. تعداد معدودی از آبراهه‌های جریانی مشاهده می‌شوند که بین‌منطقه فرود دو تپه یا برخان‌ها جریان دارند، اما از آن مقدار آب جریانی برخوردارنیستند که شرایط خود را بر شکل تپه‌ها تحمیل کنند، بلکه تپه‌های ماسه‌ای گاهی‌آبراهه‌ها را به بازی می‌گیرند. اشکال ماسه‌ای چون از منشأ بادی هستند، بنابراین در شرایط اقلیمی بسیار خشک به‌وجود آمده‌اند و متناسب با تغییر میزان سرعت باد وجهتهای مختلف، شکل‌های مختلفی پیدا کرده‌اند.
تپه‌های عرضی اغلب در جنوبِ شرقی این بخش گسترش دارند. شکل غالب‌سطحی این تپه‌ها کشیدگی‌های ستاره‌ای‌شکل است و نشان‌دهنده بادهایی با جهتهای‌مختلف و اغلب گردبادی است. تپه‌های خطی‌شکل بیشتر در فضاهای نزدیک به حاشیهکویر دیده می‌شود. با توجه به امتداد این تپه‌ها چنین به نظر می‌رسد که جهت باد غالب، شرقی‌ـ غربی باشد، اما نیمرخ نسبتاً نامتقارن اغلب تپه‌ها و برخان‌ها نشان می‌دهد که غیراز باد غالبِ شرقی‌ـ غربی بادهایی با جهتهای مختلف دیگر در منطقه تأثیر دارند. به نظرمی‌رسد که جهت بادهای تشکیل‌دهنده بازوان نامتقارن تپه‌ها و برخان‌های منطقه بادشمالِ شرقی و جنوب و جنوب غربی است. در افواه عامه افراد ساکن در محل، این باد به‌باد خراسان معروف است که در اواخر بهار و تابستان جریان دارد. اشکال‌دیگر ناهمواری‌های ماسه‌ای، تجمع ماسه‌ها در مقابل دیوار و موانع از جمله گیاهان است. بخشی از این مانع‌ها را افراد ساکن در بعضی مناطق مستعد سکونت‌از جمله حبیب‌آباد، علی‌آباد و حاجی‌آباد به منظور در امان ماندن از هجوم ماسه‌ها ایجادکرده‌اند. خط آهن متروکه نیز با جابه‌جایی ماسه‌های بادی در بعضی قسمت‌ها پوشیده‌شده‌است.
در قسمت‌های مرکزی کویر تپه‌های ماسه‌ای جزیره مانندی به چشم می‌خورد که به تل شیطان شهرت دارند. فرم کلی تل شیطان به شکل یک سهمی است که فاصله شمال تا جنوب آن ۱ کیلومتر و شرق به غرب آن ۵۰۰ متر است.